# Bubsy: The Woolies Strike Back
Bubsy: The Woolies Strike Back es un videojuego de plataformas desarrollado por Black Forest Games. El juego fue lanzado para Microsoft Windows y PlayStation 4 el 31 de octubre de 2017. El juego es la quinta entrada de la serie Bubsy, y la primera entrada nueva en 21 años.

## Jugabilidad
El juego vuelve al videojuego de plataformas en 2D de desplazamiento lateral que se encuentra en los primeros juegos de Bubsy, Bubsy in Claws Encounters of the Furred Kind, Bubsy 2 y Bubsy in Fractured Furry Tales, aunque ahora con modelos de personajes en 3D, por primera vez para los personajes en 3D. entradas de desplazamiento lateral en la serie.

## Historia
El juego se anunció por primera vez el 8 de junio de 2017, como un juego completamente nuevo en la serie de videojuegos Bubsy. La entrada es la primera de la serie en 21 años, después de Bubsy 3D de 1996. El juego fue anunciado como el primero de muchos resurgimientos de franquicias de juegos de Accolade (que, junto con Bubsy, es una marca ahora operada por la compañía de Hong Kong Billionsoft), ¡incluidos los posibles resurgimientos de HardBall!, Slave Zero, Deadlock: Planetary Conquest, Eradicator y Redline. El juego fue publicado por UFO Interactive Games, subsidiaria de Tommo, y desarrollado por Black Forest Games, que anteriormente trabajó para revivir la serie inactiva de Giana Sisters con Giana Sisters: Twisted Dreams. Al igual que Twisted Dreams, el juego se desarrolló utilizando el motor de física Havok. Para hacer de Bubsy: The Woolies Strike Back una mejora con respecto a los juegos anteriores de la serie, Black Forest Games redujo el tiempo de aceleración de Bubsy y aplicó una mejor tracción, lo que le da al jugador un mejor control del personaje.
En agosto de 2017, se anunció una edición limitada, llamada Purrfect Edition, para el lanzamiento de PlayStation 4, que contiene una copia física del juego, un CD de banda sonora, una copia de la "tarjeta de presentación" oficial de Bubsy y una "Mystery Bubsy Movie Cartel postal".
El anuncio del juego generalmente no fue bien recibido por los periodistas de videojuegos, cuyas reacciones iban desde la indiferencia hasta la irritación. El reconocimiento parecía esperar esto, adoptando un enfoque similar a Sega con la promoción de Sonic the Hedgehog en las redes sociales; Se creó una cuenta de Twitter dedicada para el personaje que hace comentarios autocríticos y conscientes sobre la recepción negativa de la franquicia de algunos títulos anteriores.

## Recepción
El juego se encontró con una recepción negativa, con el agregador de revisión Metacritic que le dio a la versión para PC un puntaje promedio ponderado de 44 de un posible 100 y la versión de PS4 un puntaje de 45 de 100, indicando "generalmente desfavorable comentarios". Brian Shea de Game Informer analizó el juego y lo llamó "una reanimación innecesaria". Patrick Hancock de Destructoid preguntó por qué el personaje de Bubsy fue traído de vuelta y tomó nota de su lanzamiento en el mismo año que otros juegos de plataformas más bien recibidos. Heidi Kemps de IGN descartó el juego como "un juego de plataformas extremadamente corto y completamente olvidable basado en nada más que ironía y notoriedad nostálgica". Christian Donlan de Eurogamer escribió "El regreso de Bubsy es más que un poco decepcionante". Por el contrario, Hardcore Gamer le dio al juego 3.5 de 5.
El juego fue finalista del premio "Peor juego (que jugamos)" en los premios Juego del año 2017 de Giant Bomb.

## Secuela
En octubre de 2018, Bubsy Paws on Fire!, se anunció para su lanzamiento en 2019 para PlayStation 4, PC y Nintendo Switch. El juego fue desarrollado por Choice Provisions, que anteriormente trabajó en la serie Bit.Trip.